# Vườn quốc gia Quần đảo Channel

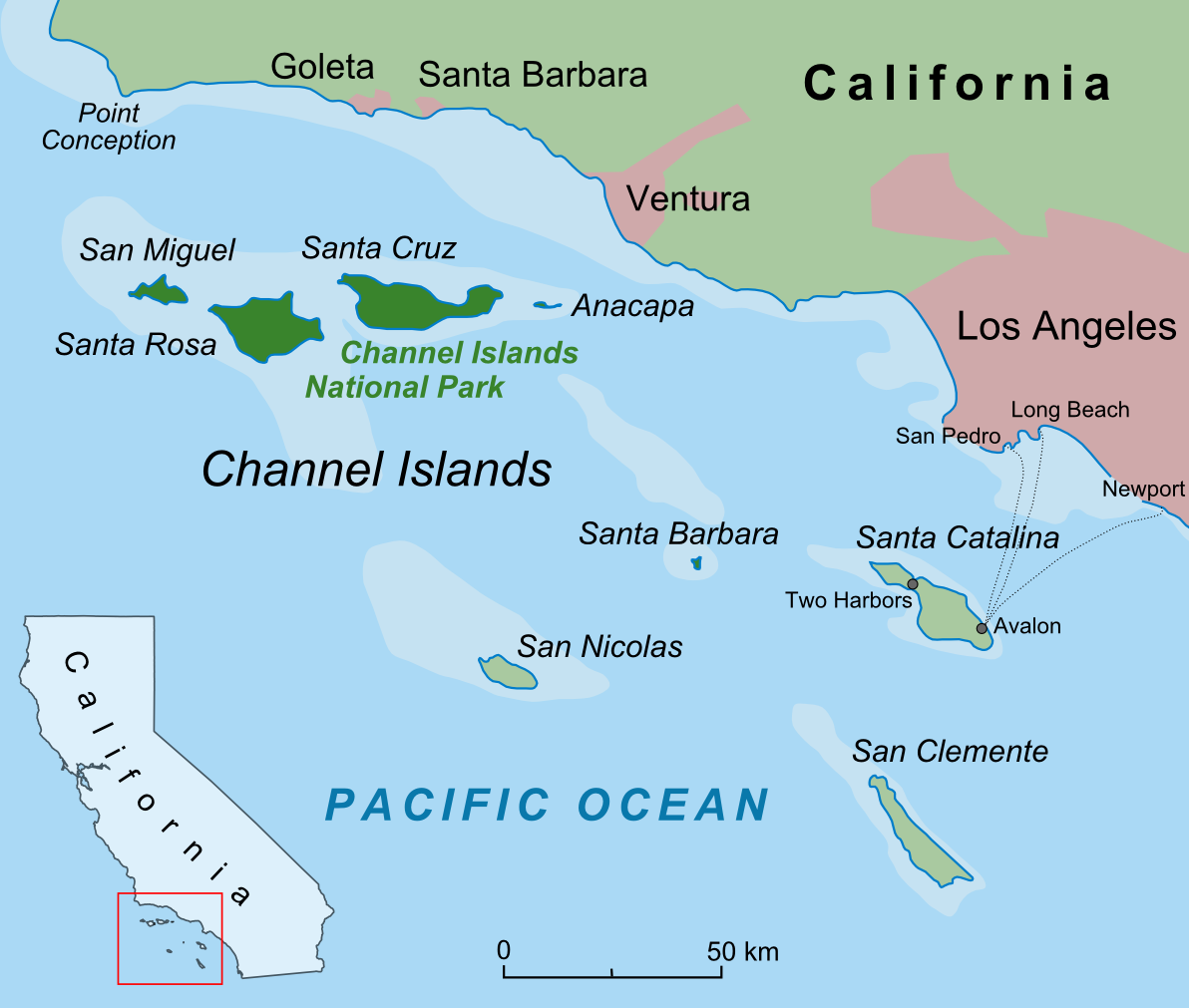
Bản đồ của quần đảo Channel

Vườn quốc gia quần đảo Channel là một vườn quốc gia gồm 5 trong số 8 hòn đảo của quần đảo Channel, ngoài khơi bờ biển của tiểu bang California (thuộc Thái Bình Dương), Hoa Kỳ. Mặc dù các đảo gần bờ đông dân cư miền Nam California, nhưng sự cô lập bởi biển cả đã khiến khu vực này kém phát triển. Khu bảo tồn rộng 249.561 mẫu Anh (100.994 ha), trong đó 79.019 ha (31.978 ha) thuộc sở hữu của chính phủ liên bang. Tổ chức Bảo tồn Thiên nhiên sở hữu và quản lý 76% của đảo Santa Cruz, hòn đảo lớn nhất trong vườn quốc gia.
Vườn quốc gia là nơi có nhiều tài nguyên thiên nhiên và văn hóa quan trọng. Nó đã được chỉ định một Đài tưởng niệm Quốc gia Hoa Kỳ vào ngày 26 tháng 4 năm 1938, một khu dự trữ sinh quyển quốc gia vào năm 1976 và trở thành vườn quốc gia vào ngày 5 tháng 3 năm 1980.

## Địa lý
Các đảo trong vườn quốc gia nằm dọc theo bờ biển miền Nam California từ điểm Conception gần Santa Barbara đến San Pedro, một khu phố của Los Angeles. 
Vườn quốc gia bao gồm diện tích 249.354 mẫu Anh (100.910 ha), một nửa trong số đó là biển, còn lại bao gồm các đảo:
- San Miguel 9.325 mẫu Anh (3.774 ha)
- Santa Rosa 52.794 mẫu Anh (21.365 ha)
- Anacapa 699 mẫu Anh (283 ha)
- Santa Barbara 639 mẫu Anh (259 ha)
- Santa Cruz 60.645 mẫu Anh (24.542 ha) 76% thuộc sở hữu của tiểu bang, 24% của vườn quốc gia.

## Động thực vật
Hơn 2.000 loài động thực vật được tìm thấy trong vườn quốc gia. Tuy nhiên chỉ có ba loài động vật có vú là loài đặc hữu của đảo, một trong số đó là chuột nai (Peromyscus maniculatus), chồn hôi đốm, cáo đảo. Sceloporus occidentalis becki  cũng là loài đặc hữu của quần đảo Channel. động vật khác trong vườn quốc gia bao gồm Aphelocoma insularis, hải cẩu cảng, sư tử biển California, Xantusia riversiana, cú lợn, ưng Mỹ, sơn ca bờ biển, chiền chiện miền tây và bồ nông nâu California. Trong đó có 145 loài không tìm thấy ở bất cứ nơi nào khác trên thế giới. Sinh vật biển đa dạng từ vi sinh vật phù du đến các loài to lớn có nguy cơ tuyệt chủng như cá voi xanh. Các đảo cũng là những địa điểm khảo cổ văn hóa có niên đại hơn 10.000 năm.

## Hình ảnh

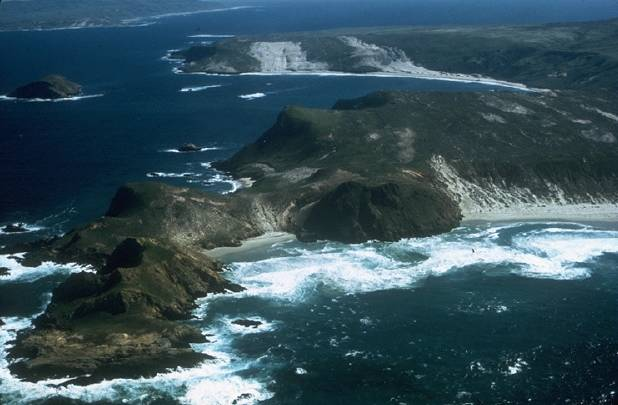
Vườn quốc gia quần đảo Channel
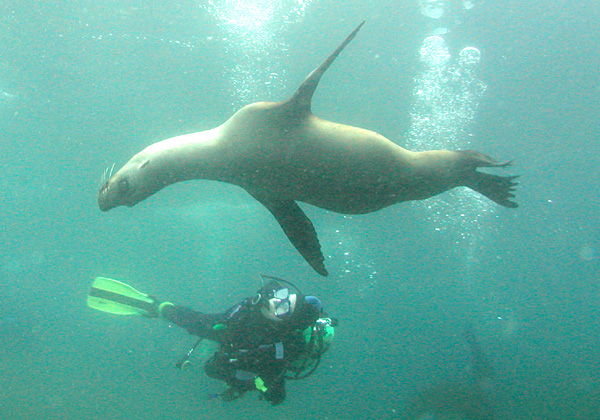
Sư tử biển tại đảo Anacapa
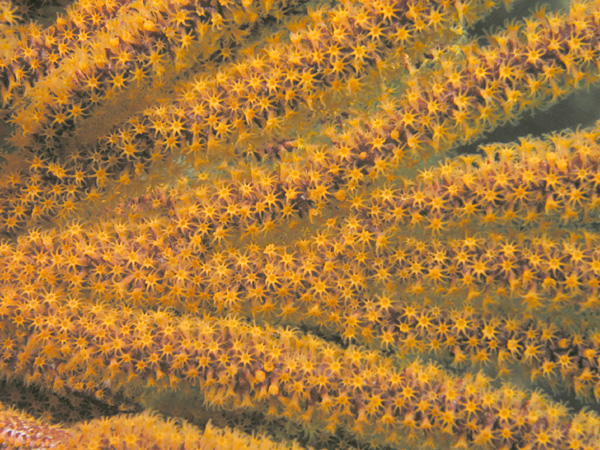
Sea Fan, Anacapa
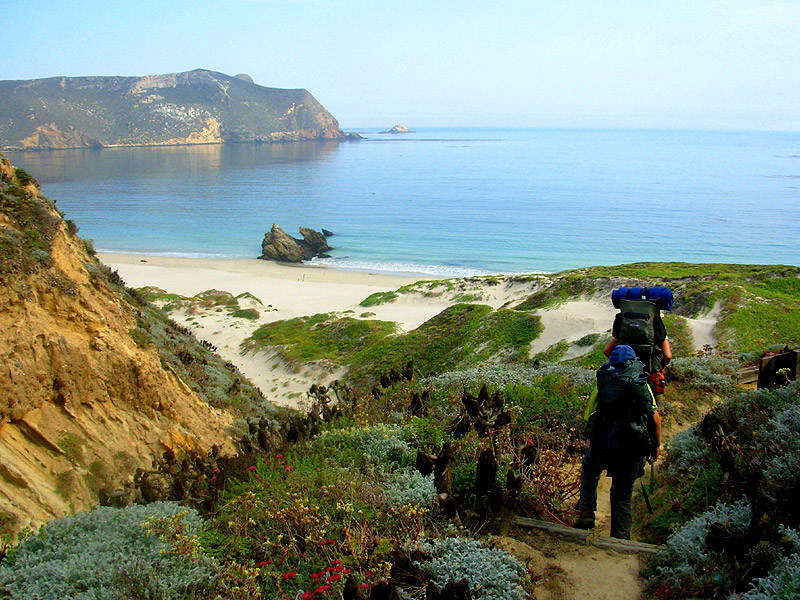
Đảo San Miguel